# 1671
Évszázadok: 16. század – 17. század – 18. század
Évtizedek: 1620-as évek – 1630-as évek – 1640-es évek – 1650-es évek – 1660-as évek – 1670-es évek – 1680-as évek – 1690-es évek – 1700-as évek – 1710-es évek – 1720-as évek
Évek: 1666 – 1667 – 1668 – 1669 –  1670 – 1671 – 1672 – 1673 – 1674 – 1675 – 1676

## Események

### Határozott dátumú események
- február 21. – I. Rákóczi Ferenc 400 000 Ft. fejében kegyelmet kap.[1]
- március 21. I. Lipót a Magyar Királyságra hárítja az ott állomásozó katonaság anyagi és természetbeni ellátását. Az évi hadiadó a korábbi évi 90–120 ezer forintról évi 870.000 forintra növekedik.[1]
- április 30. – A fej- és jószágvesztésre ítélt Zrínyi Pétert és Frangepán Ferencet Bécsújhelyen, Nádasdy Ferencet Bécsben kivégezik.[1]
- december 11. – I. Lipót pátense a magyar végvári katonaság kétharmadát elbocsátja.[1]

### Határozatlan dátumú események
- május – Habsburg-ellenes mozgalom indul a Szepességben, a résztvevők Thököly Imrére esküsznek fel.[1]

## Születések
- március 1. – Arnu Miksa német jezsuita tanár († 1703)
- április 16. – John Law skót bankár († 1729)
- június 8. – Tomaso Albinoni itáliai zeneszerző, hegedűs († 1751)
- október 11. – IV. Frigyes dán király, Dánia és Norvégia királya 1699-től haláláig († 1730)

## Halálozások
- március 1. – Lipót Vilmos badeni őrgróf, Baden-Baden őrgrófja, császári feldmarsall (* 1626)
- április 30. –
  - Zrínyi Péter horvát bán (* 1621)
  - Frangepán Ferenc Kristóf (* 1643)
  - Nádasdy Ferenc országbíró (* 1625)